# Parishové
Parishové jsou česká šlechtická rodina anglicko-německého původu, která svůj původ odvozuje od rytíře Roberta de Paris, který žil v 11. století v hrabství Cambridge.

## Historie
Nejstarší známý předek rodu, rytíř Robert de Paris, byl ve výpravě normanského vévody Viléma I. Dobyvatele, který v roce 1066 dobyl Anglii.
V 17. století museli Parishové utéct do Skotska, protože se v občanské válce mezi Oliverem Cromwellem a Karlem I. postavili na stranu krále. 
Od začátku 19. století působí Parishové v Německu a Rakousku, jako obchodníci a bankéři. V tomtéž století kupují Parishové žamberské (litické) panství.

## Erb a heslo
V červeném štítě jsou tři zlaté uťaté hlavy jednorožců s krky. Rodové heslo je VERITAS ET JUS (pravda a právo).

## Známí představitelé rodu
- John Parish von Senftenberg (23. 2. 1774 – 2. 9. 1858)
- Oskar Parish von Senftenberg (25. 10. 1864 – 19. 11. 1925)
- Charles Parish von Senftenberg (1. 11. 1899 – 5. 1. 1976)
- John Marmaduke Oskar Parish von Senftenberg (4. 3. 1923 – 30.4. 2020)
- David Parish (* 1963)